# Krassógombás
Krassógombás románul: Zgribești, falu Romániában, a Bánságban, Temes megyében.

## Fekvése
Lugostól délkeletre, Felsőzsorlenc, Csukás és Szilváshely közt fekvő település.

## Története
Krassógombás, Zgribest nevét 1584-ben említette először oklevél Zgribest néven.
Nevét 1593-ban Zgribesd, 1673-ban Zgarbestje, 1717-ben Sureveste, 1808-ban Zgribiestie, 1888-ban Zgribest, 1913-ban  Krassógombás alakban írták.
1851-ben Fényes Elek írta a településről:
Zgribest, Krassó vármegyében, Szakulhoz 1 ½ órányira: 5 katholikus, 744 óhitű lakossal, anyatemplommal. Földesura Rigyicsky család.
1910-ben máramarosi rutének költöztek a településre és vásároltak maguknak itt földet. Az újonnan létrejött Ruténtelep 1914-ben Zoltánfalva (Zorile, com. Copăcele) néven különvált Zgribesdtől. A település ma Krassó-Szörény megyéhez tartozik.
A trianoni békeszerződés előtt Krassó-Szörény vármegye Temesi járásához tartozott.
1910-ben 2004 lakosából 46 magyar, 1029 román, 893 ruszin volt. Ebből 57 római katolikus, 1102 görögkatolikus, 818 görög keleti ortodox volt.

## Források

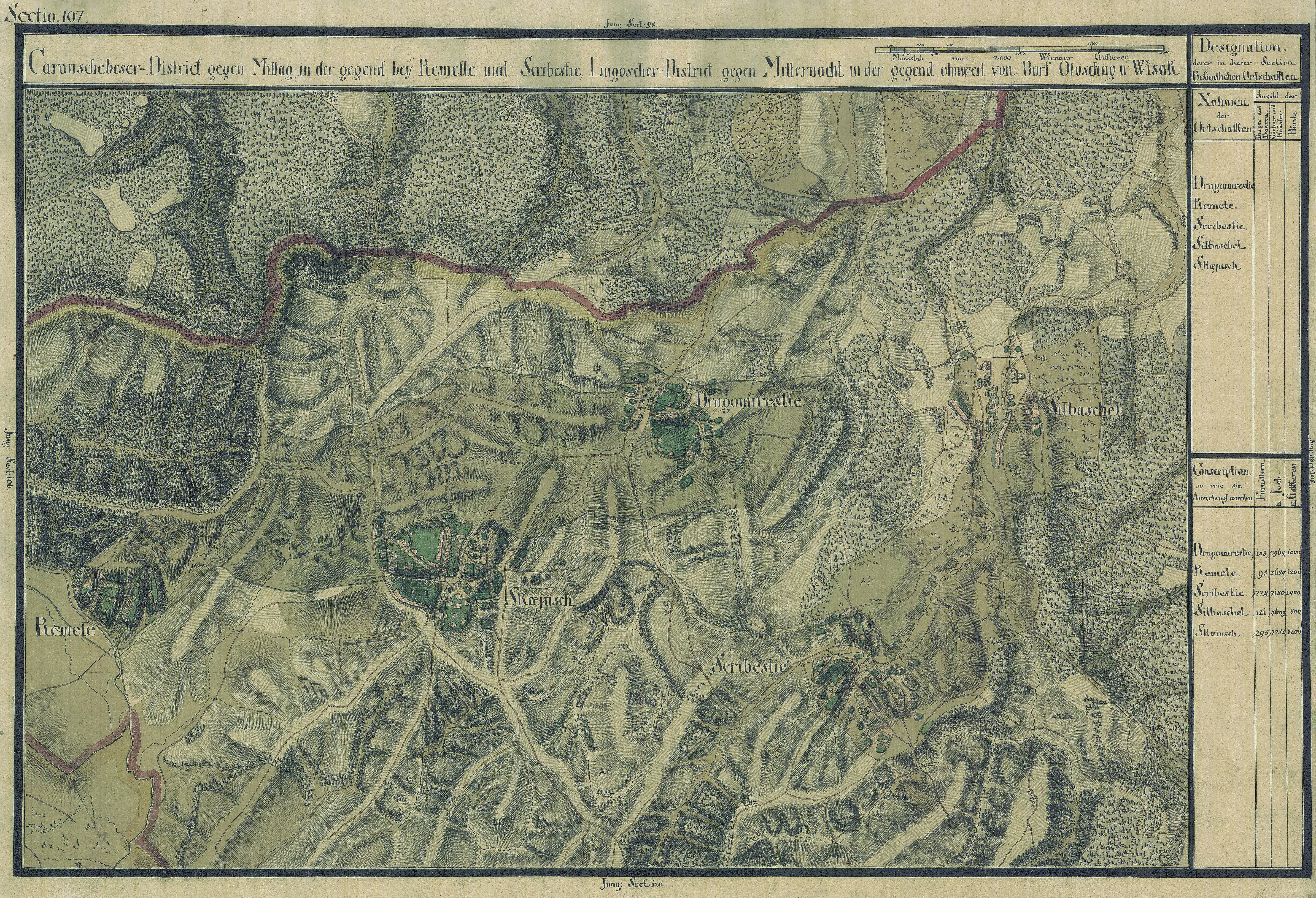
Krassógombás egy régi térképen